# 佐伯拓也
佐伯 拓也（さえき たくや、1985年〈昭和60年〉12月11日 - ）は、富山県出身のキャスター、実業家である。
・合同会社 邦光商事 最高経営責任者

## 人物・来歴
- 2010年12月 - ウェザーニューズキャスターオーディションにて、一般投票の末、合格（他に河村さやかと澤田南の計3人が新ウェザーニューズキャスターとなった）。
- 2011年2月12日 - ウェザーニューズキャスターとしての業務を開始。『weathernews LiVE』土曜キャスターとして番組初出演[1][2][3]。キャスターとしてのニックネームは「あにぃ」。
- 2011年12月21日：この日担当の『SOLiVE イブニング』を以ってSOLiVE24キャスターを卒業[4][5][6]。

## 過去の担当番組
ウェザーニューズ SOLiVE24
- 『weathernews LiVE』（2011年2月12日 - 5月）
- 『SOLiVE イブニング』（2011年2月18日 -2011年12月21日 主に日曜から木曜までの週5回）

## SOLiVE24の番組に関する備考
- 2011年2月19日に「SOLiVE イブニング」初出演以降は金曜日・土曜日の出演がメインだったが、次第に出演回数を増やし、2011年6月以降は同番組を担当してきた原田健成が「SOLiVE コーヒータイム」のキャスターに田中の休業に伴い就任するため、現在は同番組のメインキャスターとして日曜 - 木曜の週5回出演となっている。
- 2011年8月3日・4日は、台風9号接近に伴い沖縄からの中継を行うため、番組を休演した。
- 2011年8月12日は『SOLiVE スター』に出演し[注釈 1]、京都府綾部市天文館からの中継を行なった。
- 2011年9月2日と3日は、台風12号接近に伴い高知県室戸岬から台風中継を行なった。
  - 同じく9月21日は、台風15号接近に伴い静岡県御前崎からの台風中継を行なった。
- 2011年10月21日は『SOLiVE スター』に出演し[注釈 2]、今回も京都府綾部市天文館からの中継を行なった。また翌日10月22日の『Weathernews LiVE』にも「SOLiVE スター」振り返りのため、久々に出演した。